# Oihane Hernández
Oihane Hernández Zurbano (Sopelana, Vizcaya, 4 de mayo de 2000) es una futbolista española. Juega de lateral derecho y su equipo actual es el Orlando Pride de la National Women's Soccer League, después de una temporada y media en el Real Madrid. Es internacional absoluta con la selección de España desde 2022.

## Trayectoria

### Athletic Club
Hernández comenzó su carrera en el Athletic Club, donde llegó en 2015 proveniente del Betiko Neskak. Fue promovida al primer equipo en 2018. ha jugado 33 partidos en Primera División Femenina en la 2020/2021 con un total de 2.571 minutos acumulados de juego. Ella ha salido de inicio en 30 de sus 34 partidos y partiendo desde el banquillo en tres ocasiones.
La última aparición de Hernández en liga fue el 27 de junio con Athletic Club ante Deportivo de La Coruña, un partido en el que jugó 79 minutos en una derrota por 3-0. En total, el defensa ha marcado uno goles esta temporada y repartido dos asistencias. Además, el jugador ha recibido cinco tarjetas amarillas. Su primer gol de la campaña llegó en una victoria por 2-1 contra Real Sociedad el 9 mayo. En la última temporada con Athletic Club, Hernández disputó 17 partidos en Primera División Femenina y logró uno asistencia.

### Real Madrid CF
El 3 de julio de 2023, la defensora fue anunciada como nueva jugadora del Real Madrid CF.

## Selección nacional
Fue seleccionada juvenil por España, formó parte del plantel que ganó el Campeonato Europeo Sub-19 de la UEFA 2018, y el plantel que logró el segundo lugar en el Campeonato Europeo Sub-17 de la UEFA 2016-17.
Debutó por la selección de España el 7 de octubre de 2022 ante Suecia por un amistoso. Fue citada a la Copa Mundial de 2023.

### Participaciones en copas del mundo
| Copa                 | Sede                    | Resultado |
| -------------------- | ----------------------- | --------- |
| Copa Mundial de 2023 | Australia Nueva Zelanda | Campeonas |

## Clubes
| Club           | País   | Año       |
| -------------- | ------ | --------- |
| Athletic Club  | España | 2018-2023 |
| Real Madrid CF | España | 2023-2025 |

## Palmarés

### Títulos internacionales
| Título                               | Equipo                     | Sede                    | Año  |
| ------------------------------------ | -------------------------- | ----------------------- | ---- |
| Campeonato Europeo Sub-19 de la UEFA | Selección sub-20 de España | Suiza                   | 2018 |
| Copa Mundial                         | Selección de España        | Australia Nueva Zelanda | 2023 |